# Eduard Rappoldi
Eduard Rappoldi (født 21. februar 1839 i Wien, død 16. maj 1903 i Dresden) var en østrigsk violinist.
Rappoldi var 1854-61 medlem af hofoperaens orkester i Wien, 1861-66 koncertmester i Rotterdam, 1866-70 kapelmester i Lübeck, Stettin og Prag, 1871—77 lærer ved den kongelige højskole for musik i Berlin, 1877-98 koncertmester i Dresden og lærer ved konservatoriet.
Rappoldi har udgivet nogle kammermusikværker. Hans hustru Laura Kahrer, født 14. januar 1853 i Mistelbach ved Wien, var en fortræffelig pianistinde, elev af Wienerkonservatoriet. Begge har gentagne gange foretaget koncertrejser (København 1877 og 1878).